# Puryear
Puryear is een plaats (city) in de Amerikaanse staat Tennessee, en valt bestuurlijk gezien onder Henry County.

## Demografie
Bij de volkstelling in 2000 werd het aantal inwoners vastgesteld op 667.
In 2006 is het aantal inwoners door het United States Census Bureau geschat op 677, een stijging van 10 (1,5%).

## Geografie
Volgens het United States Census Bureau beslaat de plaats een oppervlakte van
2,4 km², geheel bestaande uit land. Puryear ligt op ongeveer 156 m boven zeeniveau.

## Plaatsen in de nabije omgeving
De onderstaande figuur toont nabijgelegen plaatsen in een straal van 28 km rond Puryear.